# Métro de Lahore
Le métro de Lahore est un réseau de transport en commun dans la ville de Lahore, au Pakistan. Le réseau compte une ligne depuis son inauguration le 25 octobre 2020.

## Historique

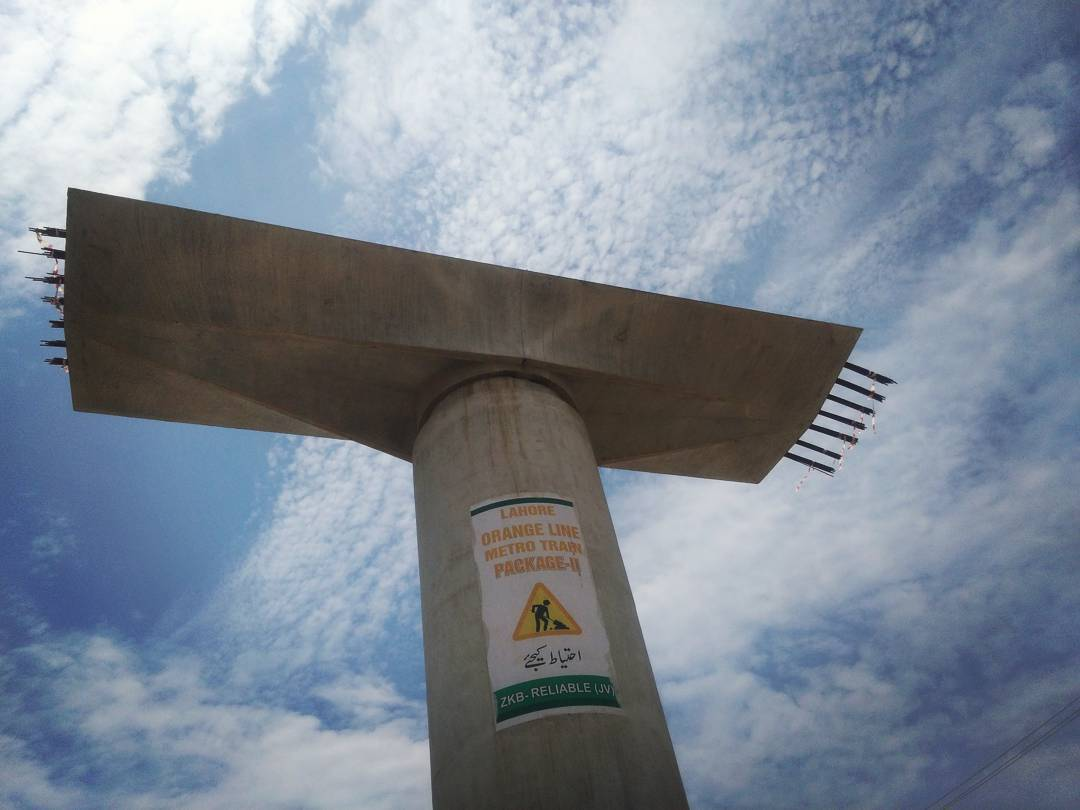
Pylône en construction pour le métro aérien.

Le métro de Lahore est le premier réseau de transport métropolitain de ce type en construction au Pakistan. Il a été construit avec l'aide de la Chine. Proposé en 1991 et abandonné en 2012 à la faveur d'une ligne de bus à haut niveau de service, il est relancé en 2014 par le gouvernement du Pendjab sous la forme d'un métro aérien.
La ligne Orange est la première prévue. Le gouvernent du Pendjab a débloqué la somme de 1,8 milliard de dollars pour lancer les travaux de la ligne, qui sont confiés à des entreprises chinoises. Cette ligne se compose de douze stations réparties sur 27,1 kilomètres. Elle a pour objectif de transporter 250 000 passagers, puis 500 000 passagers par jour dès 2025. En mai 2018, un premier tronçon est testé en grande pompe au cours d'une cérémonie menée par Shehbaz Sharif, dirigeant local, et la ligne est finalement inaugurée le 25 octobre 2020 par Usman Buzdar.